# The Blackout
The Blackout es una banda de post-hardcore de Merthyr Tydfil, al sur de Gales. Formada el año 2003. La banda está formada por Sean Smith (voces), Gavin Butler (voces), James Davies (guitarras), Matthew Davies (guitarras), Rhys Lewis (bajo) y Gareth Lawrence (batería). Después de lanzar 2 EP, el 1 de octubre de 2007 la banda lanza su álbum debut, We Are the Dynamite!, el 25 de mayo de 2009 se lanza en Europa, su segundo álbum de estudio, The Best in Town, el 23 de junio se lanza en Estados Unidos. El 10 de junio de 2010, Sean Smith declaró que lanzaran a inicios del 2011 su tercer álbum de estudio.

## Miembros
- Sean Smith - voces
- Gavin Butler - voces
- James Davies - guitarras, coros
- Matthew Davies - guitarras, coros
- Rhys Lewis - bajo
- Gareth Lawrence - batería, percusión, coros[3]

## Discografía
- Pull No Punches (2004 - EP)
- The Blackout! The Blackout! The Blackout! (2006 - EP)
- We Are the Dynamite! (2007 - LP)
- The Best In Town (2009 - LP)
- HOpe (2011 - LP)
- Start the Party (2013 - LP)